# آه لوسی! (فیلم ۲۰۱۷)
آه لوسی! (به انگلیسی: Oh Lucy!) فیلمی کمدی-درام به کارگردانی آتسوکو هیرایاناگی محصول سال ۲۰۱۷ است. این فیلم برای نمایش در بخش هفته منتقدان هفتادمین جشنواره فیلم کن انتخاب شد.

## بازیگران
- شینوبو تراجیما
- جاش هارتنت
- کوتسونا شیئوری